# Advenarum coemptio
La Advenarum coemptio (traducibile come "compravendita degli immigrati") è una locuzione latina usata per indicare il lucro illegale operato dai funzionari romani nell'epoca imperiale nel reclutamento militare tra le file dei profughi.

## Contesto
Tale espressione occorre nelle fonti latine tardoimperiali (tra cui il trattato anonimo De rebus bellicis): in particolare nel codice teodosiano tale fenomeno corruttivo viene recepito (7.13.7) e tentato di arginare.